# Racimierz (gmina)
Racimierz (uprzednio i następnie Żarnowo) – dawna gmina wiejska istniejąca ok. 1947–48 w woj. szczecińskim (dzisiejsze woj. zachodniopomorskie). Siedzibą władz gminy był Racimierz.
Gmina Racimierz w powiecie kamieńskim w woj. szczecińskim pojawia się w wykazie gmin z grudnia 1947 roku w miejsce dotychczasowej gminy Żarnowo, lecz publikacja z maja 1948 wymienia ponownie gminę Żarnowo, a także późniejsze publikacje.